# 쇠파리 (영화)
"쇠파리"는 2017년에 개봉한 대한민국의 영화이다.
조희팔의 다단계 사기 범죄에 대한 영화로, '쇠파리'가 말과 소에 들러붙어 피를 빨아먹는 것이 서민을 등친 조희팔과 다르지 않다는 데서 착안해
'쇠파리'라는 제목을 붙였다.

## 캐스팅
- 김진우 : 강해욱 역
- 이연두 : 민수경 역
- 정인기 : 강만식 역
- 김희정 : 강해선 역
- 이경영 : 주 회장 역
- 민성욱 : 한성배 역
- 김태석 : 천 사장 역
- 정상협 : 윤성민 역
- 김영한 : 노진한 역
- 안건우 : 박정봉 역
- 정수봉 : 명호 역
- 박사랑 : 주희 역
- 오유림 : 주미 역
- 고은이 : 최미혜 역
- 박소연 : 이윤미 역
- 이환 : 이 선배 역
- 안여진 : 아줌마 역
- 김원중 : 오 형사 역
- 이정우 : 이 부장 역
- 류승국 : 유 과장 역
- 손지형 : 변호사 역
- 이원희 : 수경엄마 역
- 이상미 : 노인 1 역
- 민재홍 : 노인 2 역
- 최재성 : 노인 3 역
- 백소선 : 구청장 누나 역
- 윤수빈 : 현장 리포터 역
- 이소정 : 스튜디오 뉴스앵커 역
- 윤미령 : 스튜디오 뉴스앵커 역
- 박순임 : 스튜디오 뉴스앵커 역
- 안종수 : 경찰총경 역
- 김도형 : 지후 역
- 김상수 : 구현 역
- 안승원 : 동료 경찰 1 / 전산실 직원 5 역
- 함천길 : 피해자 3 / 고깃집 손님 4 역
- 석현철 : 피해자 4 역
- 최국현 : 은행직원 역
- 윤서연 : 다이아 역
- 이관용 : 전 상무 역
- 이종화 : 김 대리 역
- 류보성 : 차 실장 역
- 권경훈 : 피해자 1 (경찰서) 역
- 안희재 : 피해자 2 (경찰서) 역
- 강대윤 : 범죄정보과 경찰 1 / 경찰 8 / 민형 (목소리) 역
- 김경태 : 범죄정보과 경찰 2 / 경찰 7 역
- 최수정 : 한복집 사장님 역
- 유상훈 : 조폭 1 역
- 김동환 : 조폭 2 역
- 정용식 : 조폭 3 역
- 김현민 : 조폭 4 역
- 박채윤 : 여직원 역
- 이소윤 : 카페여자 / 전산실 직원 2 역
- 조후영 : 카페여자 2 역
- 김수연 : 카페여자 3 역
- 김남경 : 룸사롱 아가씨 1 역
- 김정애 : 룸사롱 아가씨 2 / 전산실 직원 4 역
- 김건태 : 고깃집 손님 1 역
- 최승영 : 고깃집 손님 2 역
- 최순진 : 고깃집 손님 3 역
- 이미연 : 고깃집 손님 5 역
- 윤주현 : 고깃집 손님 6 역
- 김성관 : 동사무소 직원 1 역
- 손다혜 : 동사무소 직원 2 역
- 안현진 : ATM1 역
- 김명숙 : 교장사모 역
- 김태종 : 총선출마인 역
- 서형주 : 룸살롱 남자 1 역
- 김정윤 : 룸살롱 남자 2 역
- 조무건 : 룸살롱 남자 3 역
- 장성호 : 룸살롱 남자 4 역
- 이재성 : 룸살롱 남자 5 역
- 이동현 : 룸살롱 남자 6 역
- 이재원 : 여자 1 역
- 정수빈 : 여자 2 역
- 김수지 : 미용사 역
- 백광호 : 주요등급 1 / 농성하는 대표 역
- 이성희 : 주요등급 2 역
- 최보경 : 주회장운전기사 역
- 이준규 : 전산실 직원 1 역
- 이정섭 : 전산실 직원 3 역
- 박아름 : 농성하는 사람 1 역
- 이재학 : 농성하는 사람 2 / 동사무소 손님 역
- 심주미 : 농성하는 사람 3 역
- 권영미 : 농성하는 사람 4 역
- 김금숙 : 농성하는 사람 5 역
- 김기운 : 농성하는 사람 6 역
- 김세천 : 농성하는 사람 7 역
- 라춘미 : 농성하는 사람 8 역
- 전기철 : 경찰 1 역
- 고해석 : 경찰 2 역
- 황정석 : 경찰 3 역
- 이승준 : 경찰 4 / 성민사무실 직원 1 역
- 조지민 : 경찰 5 / 성민사무실 직원 4 역
- 하정선 : 경찰 6 역
- 박동협 : 경찰 9 역
- 조혁진 : 경찰 10 역
- 허현지 : 경찰 11 / 성민사무실 직원 2 역
- 신승민 : 경찰 12 / 성민사무실 직원 3 역
- 박시온 : 경찰 13 역
- 안대규 : 동사무소 직원 3 역
- 김용희 : 동사무소 직원 4 역
- 라영화 : 카페손님 1 역
- 손옥희 : 카페손님 2
- 강은주 : 해선엄마 역
- 송초아 : 약국손님 1 역
- 장철중 : 의사 / 신문보는 남자 역
- 우정배 : 부동산 중개업자 역
- 안철호 : 전단지받는사람 1 역
- 서월숙 : 50대여자 역
- 이승엽 : 동장 역
- 김관후 : 호프집 사장님 역
- 김수현 : 호프집 손님 1 역
- 전용준 : 호프집 손님 2 역
- 김민주 : 여경 역
- 이광형 : 피해자 가족 1 역
- 김재우 : 피해자 가족 2 역
- 김재웅 : 피해자 가족 3 역
- 이성재 : 피해자 가족 4 역
- 박정현 : 카페손님 3 역
- 김영록 : 카페손님 4 역
- 조동희 : 누군가 1 역
- 신재천 : 누군가 2 역
- 이성호 : 용환 (윤미술집) 역
- 김성진 : 재원 (윤미술집) 역
- 이민호 : 포항어부 역
- 김향자 : 포항 카페사장 역
- 이승환 : 경찰 3 (포항) 역
- 김태완 : 경찰 4 (포항) 역
- 정몽준 : 담당형사 (포항) 역
- 배지훈 : 박모검사 역
- 최원준 : 민형 역
- 이상덕 : 베트남조폭 역
- 홍우찬 : 누군가 1 (목소리) / 누군가 2 (목소리) / 경찰 (목소리) 역

## 대구광역시 관련
- 대구광역시에서 시작된 조희팔 사건인 만큼 영화 촬영은 사건 현장인 대구광역시를 중심으로 촬영됐다. 대구 중구 경상감영 공원, 대구 북구 침산동 새마을금고, 대구 달서구 아파트 일대, 대구 남구 대명시장 등이 주요 배경으로 등장한다.[2]

- (사)한국영화인총연합회 대구경북지회가 제작했고, 영화 제작부터 배급·마케팅 과정에 이르기까지 부산 동서대 디지털콘텐츠학부, 영화제작사 무비포지, 대구광역시 등이 지원하였다. 대구광역시는 제작·배급·마케팅 비용으로 2억8천500만원을 지원했다.[3]